# Folies Bergère
Le théâtre des Folies Bergère est une salle de spectacles parisienne inaugurée le 2 mai 1869. Il est situé dans le 9e arrondissement de Paris.

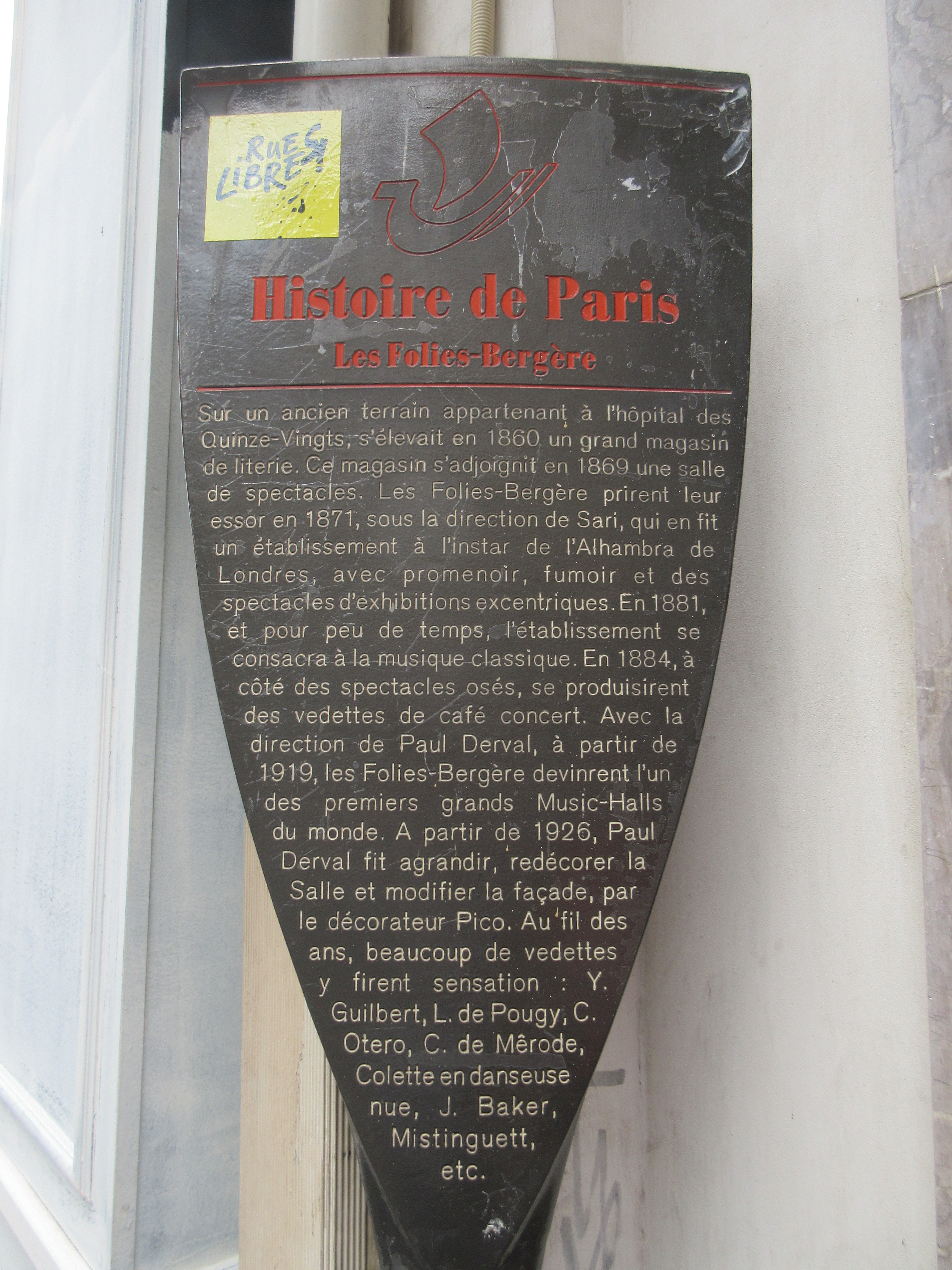
Panneau Histoire de Paris
« Les Folies Bergère ».

## Historique

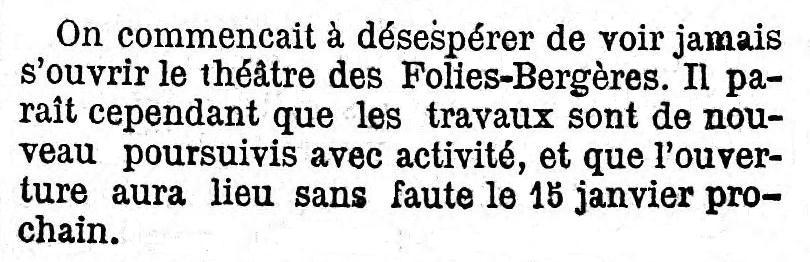
Le Gaulois, 17 décembre 1868.

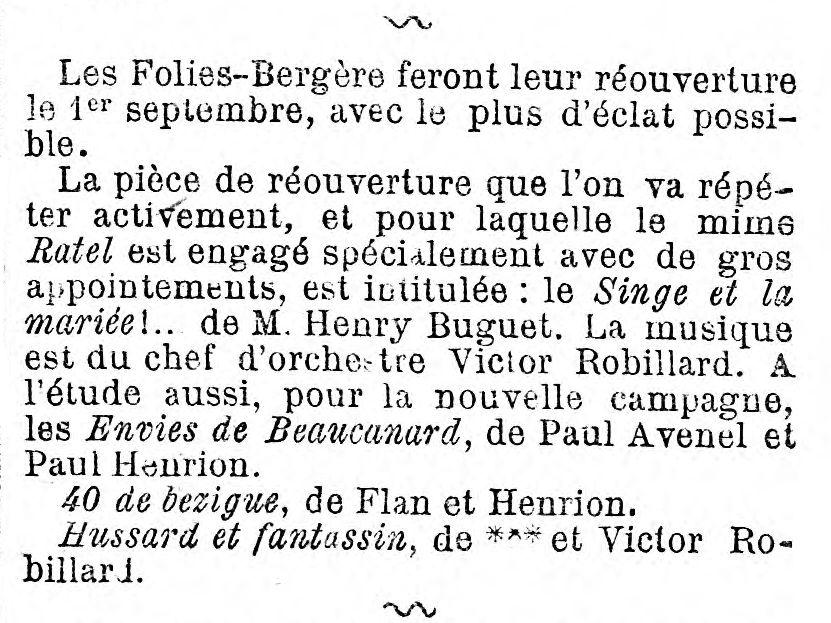
Le Gaulois, 3 août 1869.

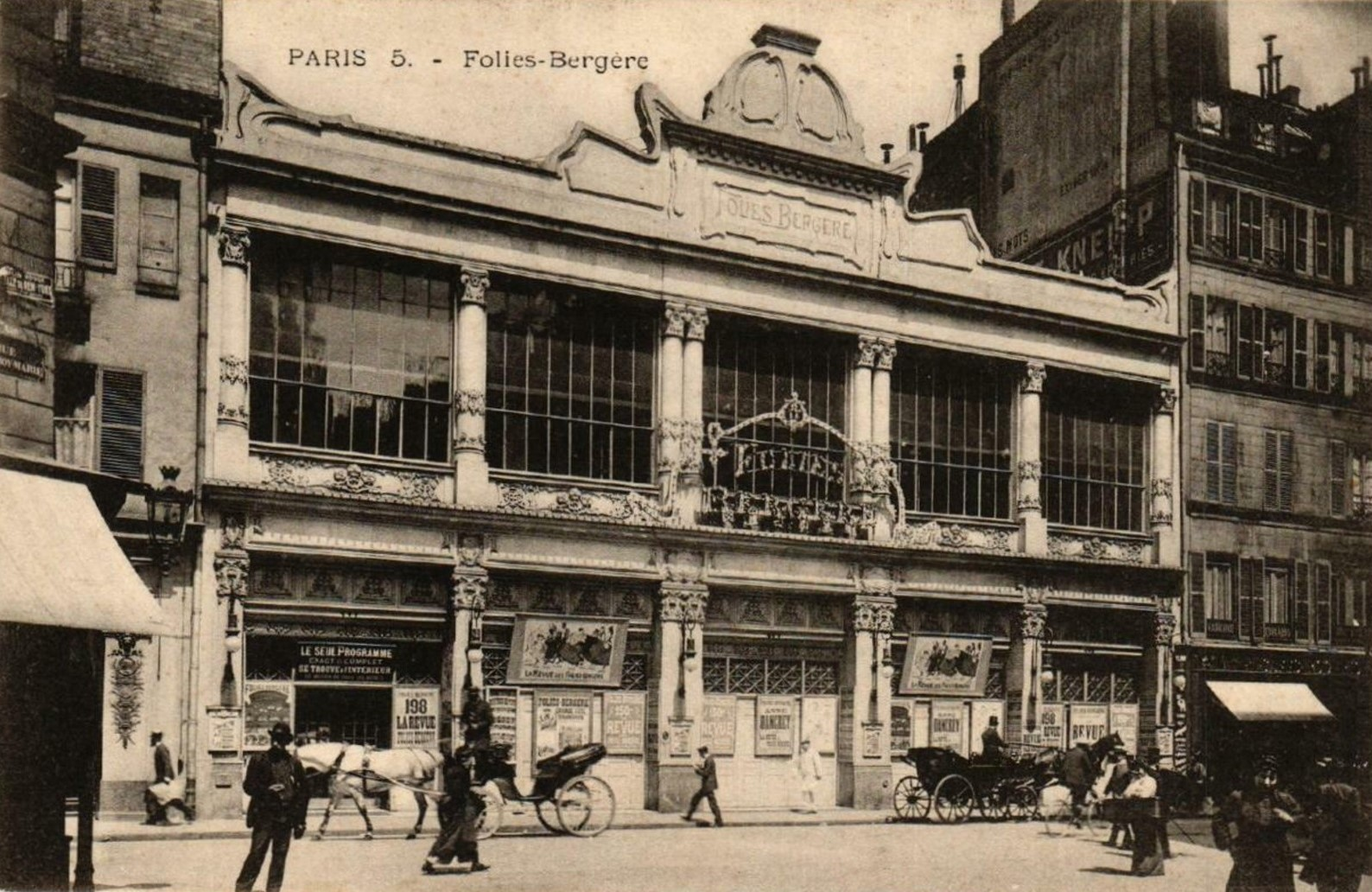
La façade vers 1900.

En 1860, un grand magasin de literie est ouvert sur un ancien terrain qui appartenait à l'hôpital des Quinze-Vingts. Le 2 mai 1869, ce magasin ouvre, à l’initiative de Louis Montrouge, une salle de spectacle sous le nom de « Folies Trévise », puis « Folies Bergère ».

« Samedi dernier, le théâtre-café des Folies-Bergère, rue Bergère, a donné sa soirée d'inauguration. La salle est vaste – elle jauge 1,200 places – aérée, aussi élégante que possible, mais sa sonorité a paru défectueuse. Les dégagements sont nombreux et commodes. La scène est machinée. Le tout revient à 350,000 francs; les frais se montent à près de 1,000 fr. par jour. Le spectacle d'ouverture se composait de deux opérettes, dont l'une, le Docteur Purgandi, due à la collaboration de M. Dufresne, pour le livret, et de M. Robillard, chef d'orchestre, pour la partition, est très-réussie et prestement enlevée par de véritables artistes; d'un ballet, où l'on a revu avec plaisir l'excellent mime Paul Legrand; de chansonnettes, spirituellement dites par M. Luce, Mmes Noble, Massue, etc., et des débuts des très-remarquables mandolinistes milanais, M. et Mme Armanini, une attraction réelle. L'orchestre est bon; M. Robillard, musicien qui a fait ses preuves, le dirige fort bien. Il y a là bien des éléments de succès pour les nouvelles Folies-Bergère; la route leur est donc toute tracée. »

— Revue et gazette musicale de Paris du 9. mai 1869
Le nom choisi fait référence aux folies, maisons de divertissement au XVIIIe siècle puis salles de spectacle, et au nom de la rue Bergère située non loin de la rue Richer. Cela explique l'absence de « s » à Bergère et permet d'avoir un nom comportant 13 lettres par superstition. Il est conçu comme un « café- spectacle » où le public assiste à des représentations théâtrales, à des opérettes ou à des tours de chant, tout en buvant et en fumant.
En 1871, Léon Sari transforme l’établissement. Il crée un immense jardin d’hiver. Les spectateurs sont libres de circuler pendant les représentations dans les différents espaces.
En 1886, Édouard Marchand, à la tête des Folies Bergère, invente la revue de music-hall à grand spectacle. Il engage la danseuse américaine Loïe Fuller.
En 1912 a lieu la première apparition sur scène d'une femme totalement dénudée.
De 1918 à 1966, Paul Derval dirige l’établissement qui est restructuré, en 1928. Il présente une façade Art déco agrémentée d’un grand bas-relief de Maurice Pico.
Le directeur, Paul Derval, note l'importance des plumes dans les costumes des danseuses : « Les plumes, c'est une responsabilité de poids qu'il ne faut pas prendre à la légère ».
En 1936, pour mener la revue En Super Folies, Derval fait revenir Joséphine Baker de New York, et demande à Michel Gyarmathy, un jeune hongrois tout fraîchement débarqué de son Balassagyarmat natal, d'en dessiner l'affiche[réf. souhaitée].
En août 1974, Antonia Derval transmet ses pouvoirs à Hélène Martini, « l'impératrice de la nuit », qui, vingt-cinq ans auparavant, avait été « mannequin nu » aux Folies Bergère, après avoir été déportée en camp de concentration pendant la Seconde Guerre mondiale.
En septembre 2011, le théâtre des Folies Bergère est racheté par Lagardère.
En 2012, Hélène Martini met en vente 6 000 costumes créés au music-hall entre 1974 et 2002.
En 2013, Lagardère SCA devient l'unique détenteur des Folies Bergère. La salle est désormais dirigée par Frédéric Jérôme, qui est également le directeur du Casino de Paris depuis 1989.
Le 6 janvier 2018 y est organisée une soirée en hommage à l'« esprit Charlie » et aux dessinateurs tués lors de l'attentat contre Charlie Hebdo en 2015.
En 2020, Lagardère met en vente les Folies Bergère ainsi que l'ensemble de ses activités spectacles, comprenant aussi le Casino de Paris et le Bataclan.

## Architecture
Le théâtre d'origine, ouvert en 1869, a été conçu comme une maison d'opéra par l'architecte Plumeret, dans le style éclectique qui caractérise la fin du Second Empire[réf. souhaitée].

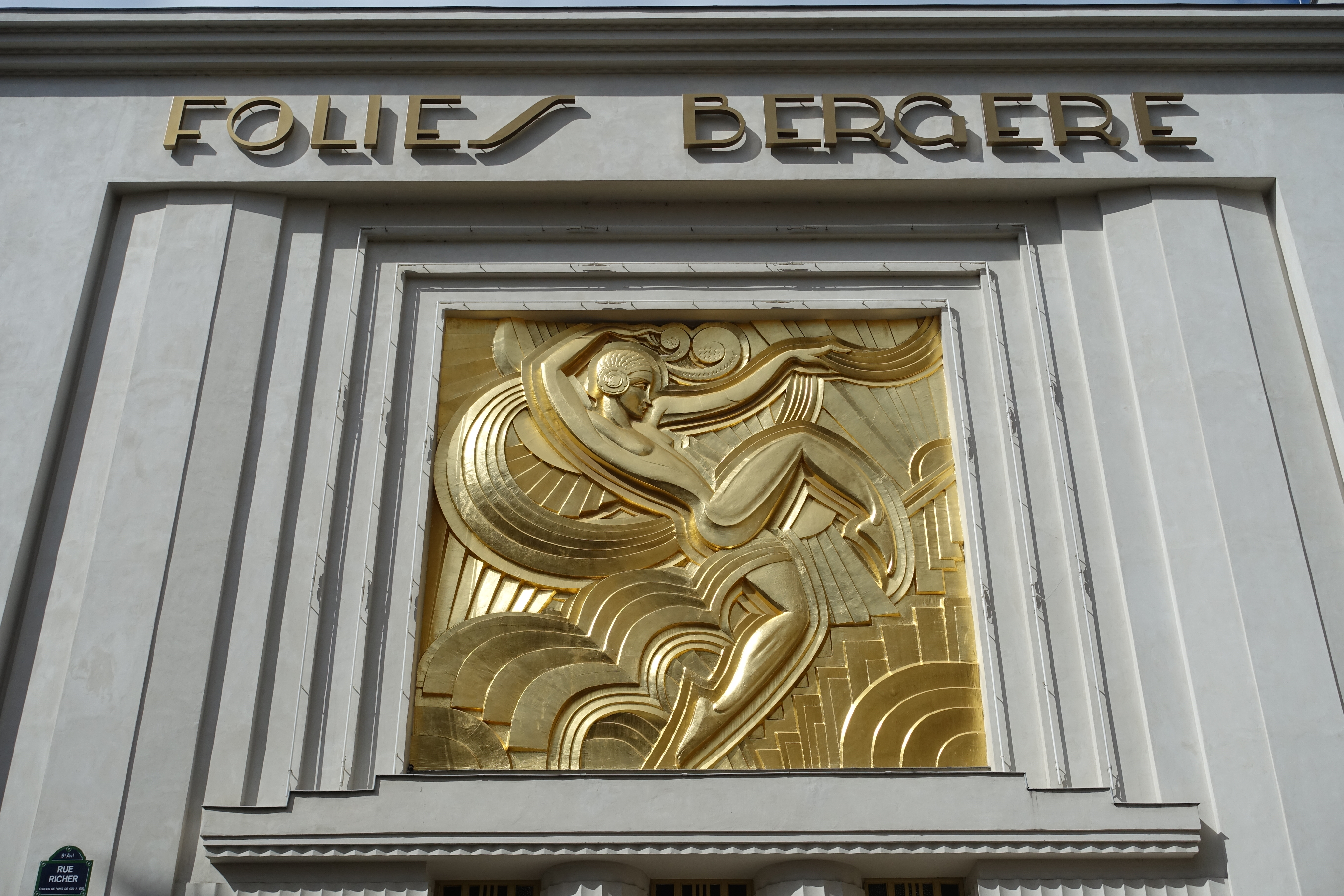
La façade, rénovée et dorée en 2012.

Le bâtiment a été totalement rénové en 1926. La salle fut agrandie et agrémentée d'une magnifique façade Art Déco, due à Maurice Pico. La composition centrale de cette façade représente la danseuse russe Lila Nikolska (1904-1955), vêtue ici en tout et pour tout d'un chapeau-cloche, accessoire féminin indispensable de l'entre-deux-guerres. Le bas-relief, recouvert à l'origine de feuille de cuivre, a été doré lors de sa rénovation en 2012.

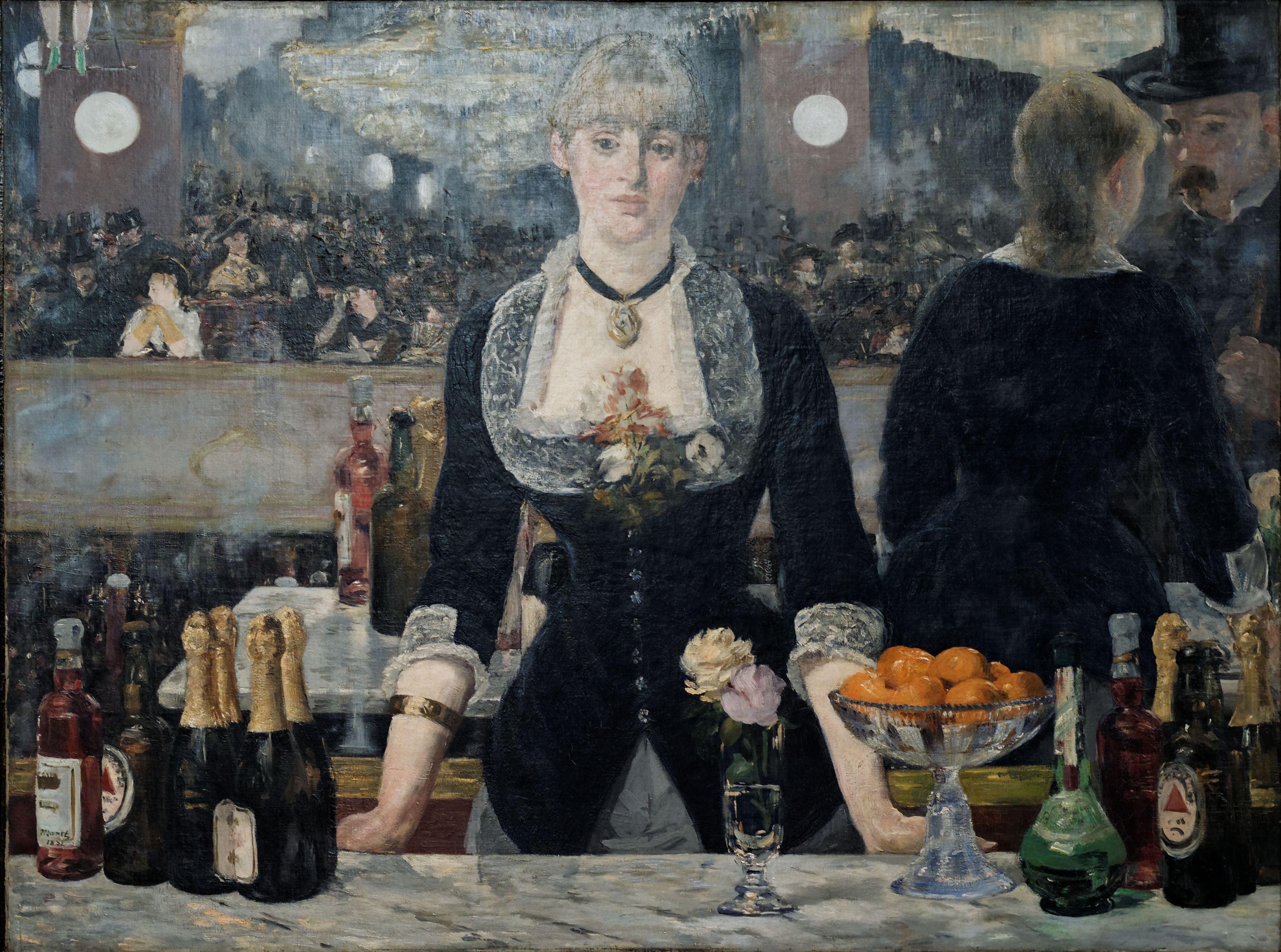
Bar aux Folies Bergère, par Édouard Manet (1881-1882).
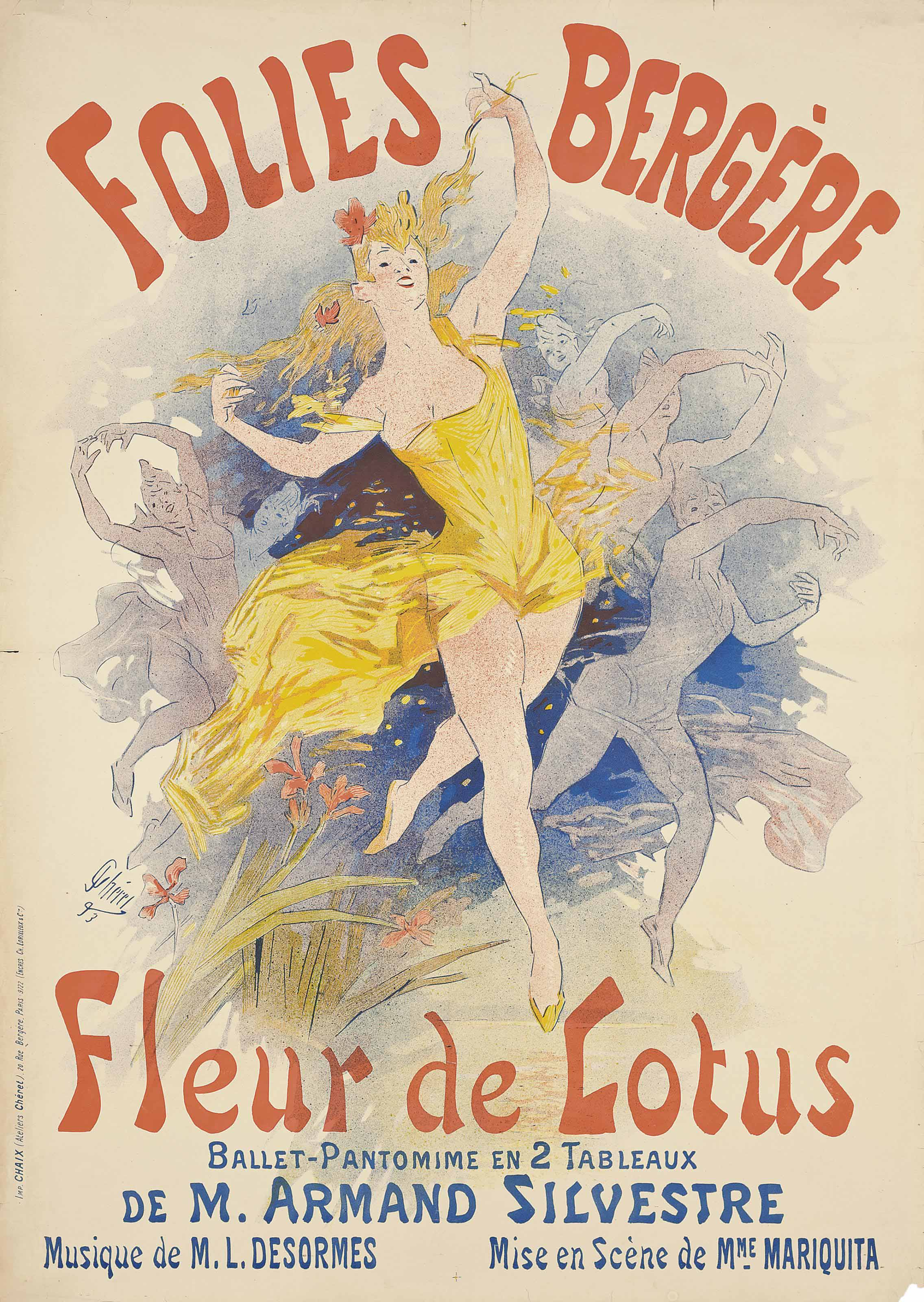
Fleur de Lotus, par Jules Chéret (1893).
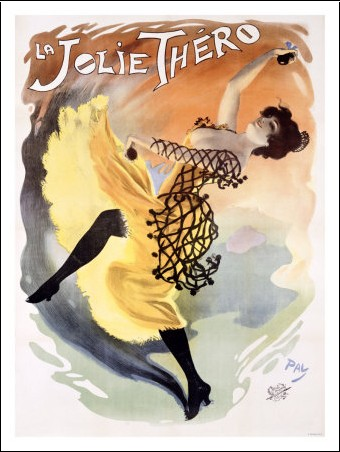
La Jolie Théro, par PAL.
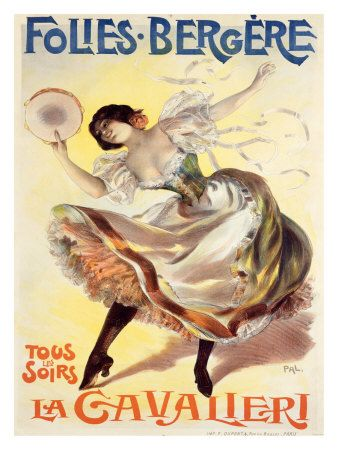
La Cavalieri.
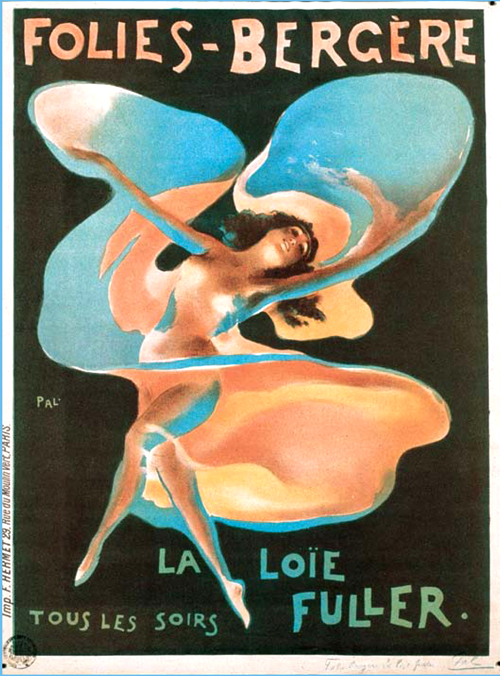
La Loïe Fuller (v. 1895).
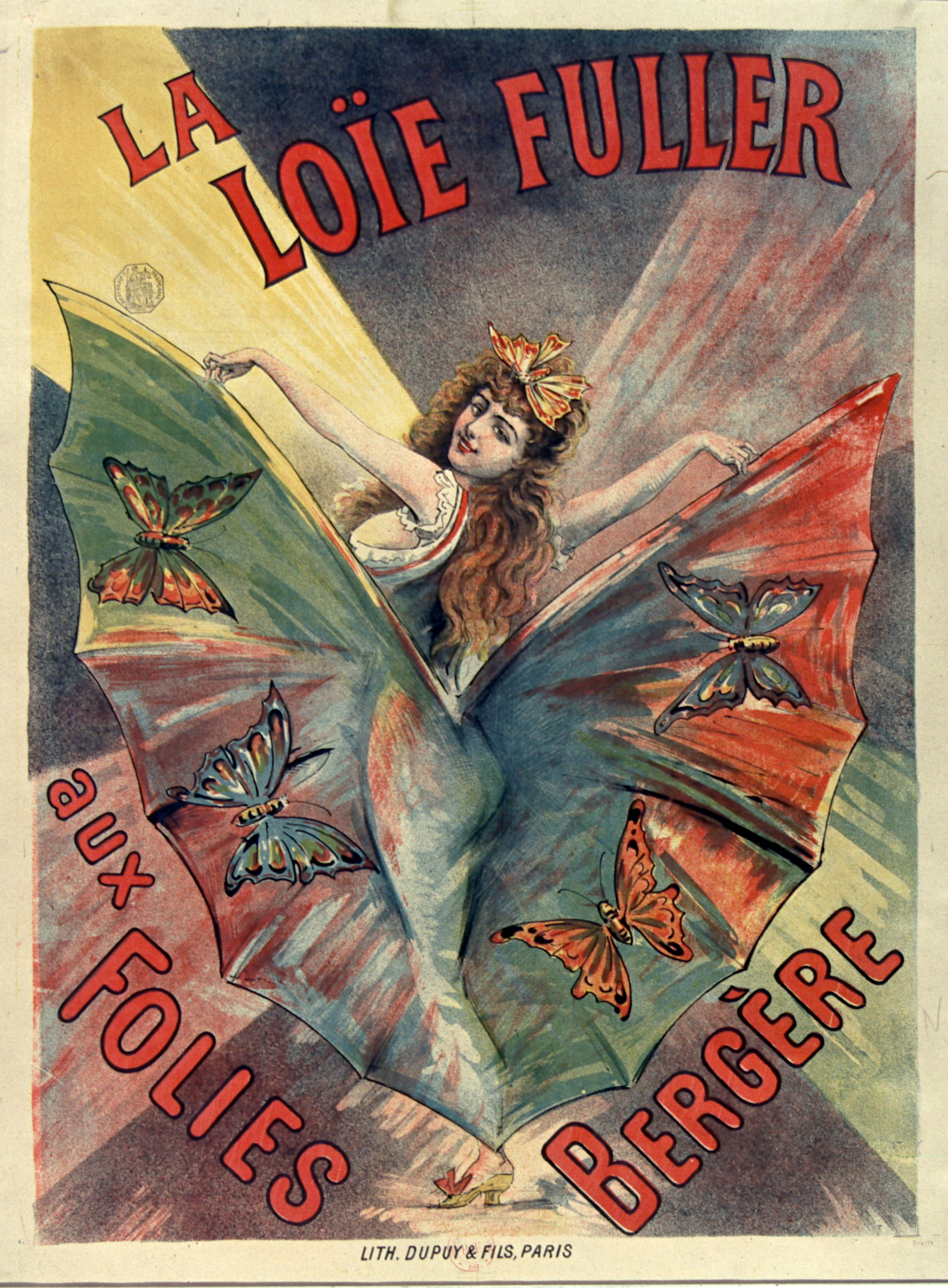
La Loïe Fuller, par Henri de Toulouse-Lautrec (v. 1895).
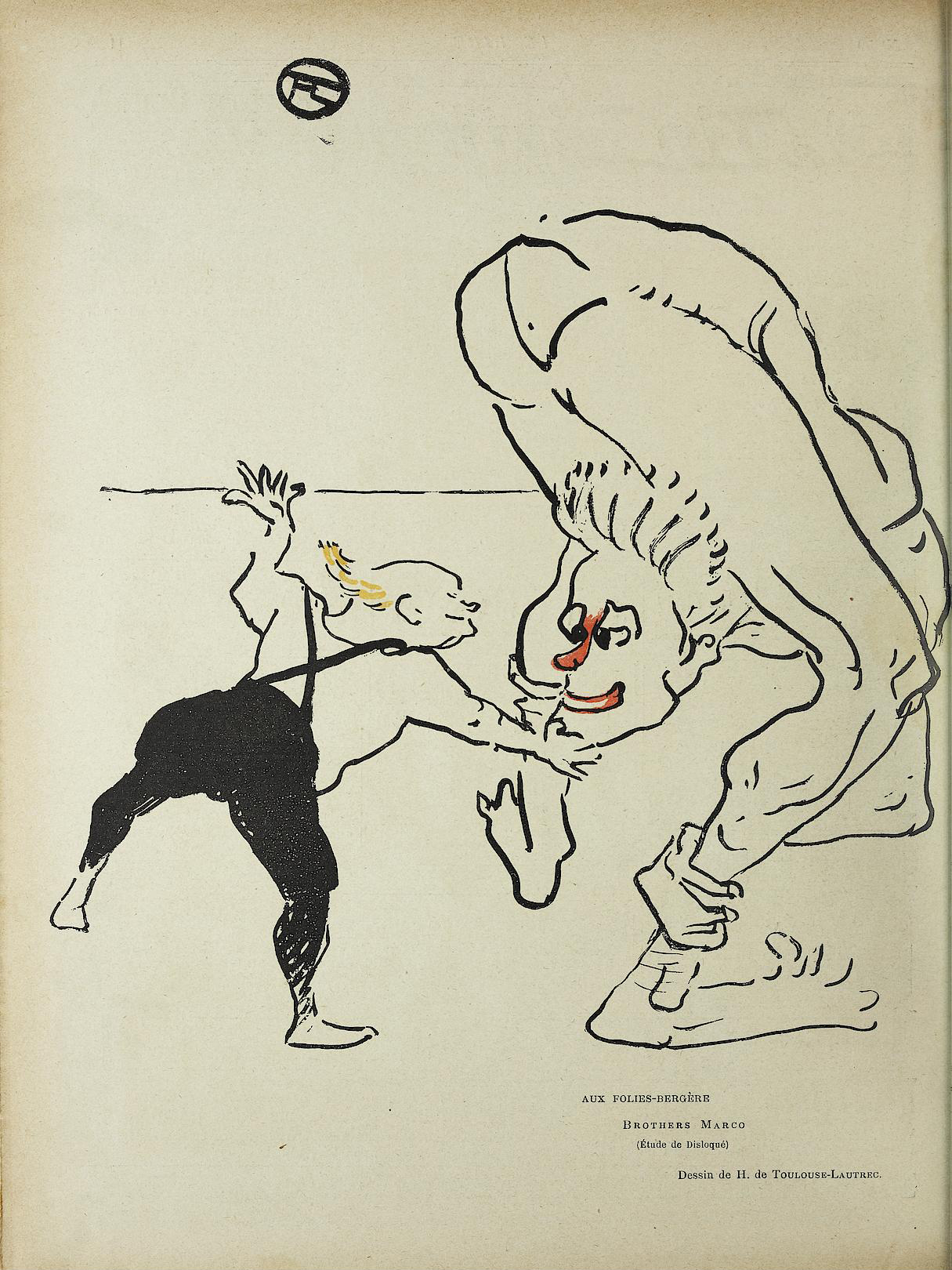
Brothers Marco , par Henri de Toulouse-Lautrec (v. 1895).
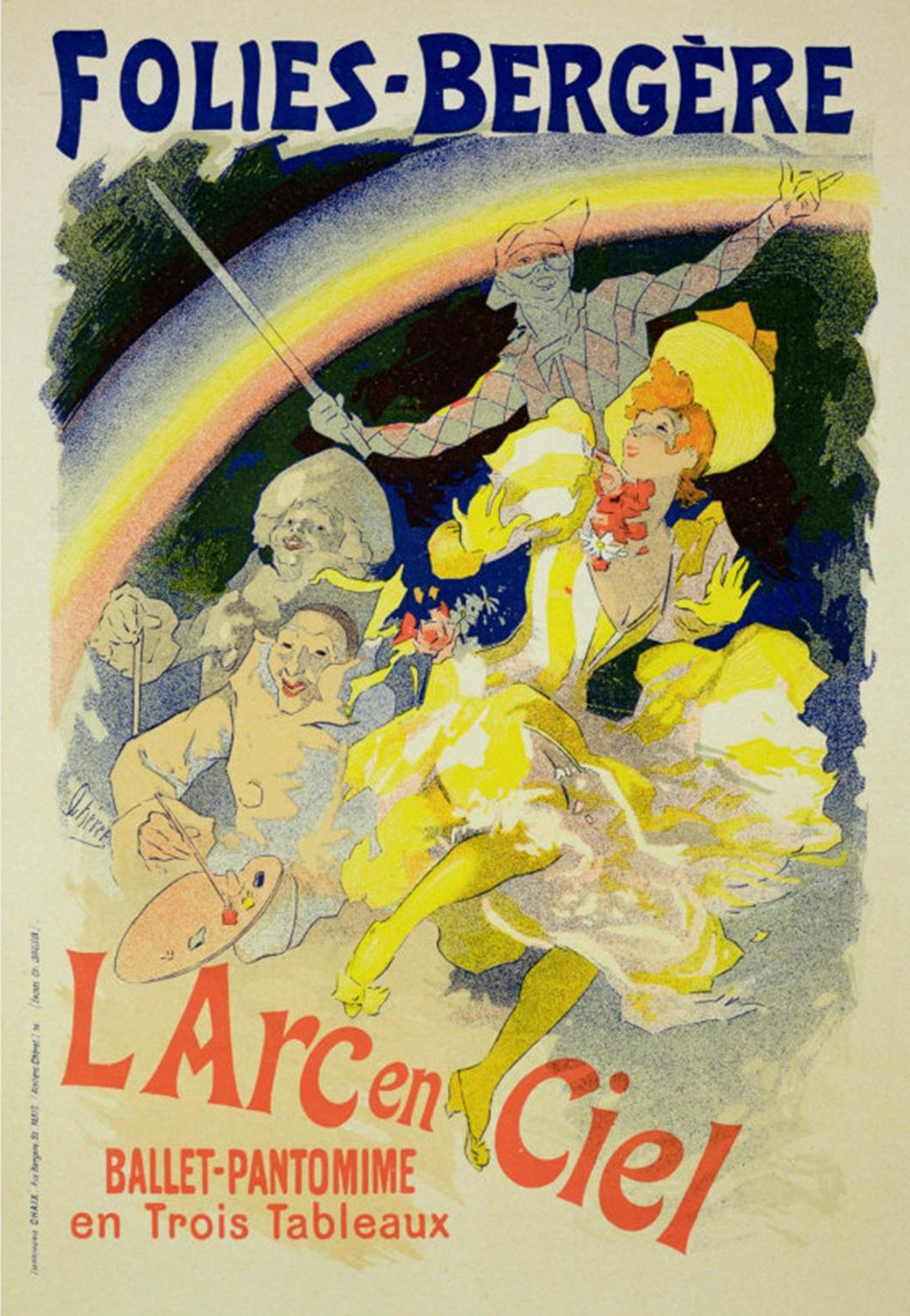
L'arc en ciel (v. 1896).
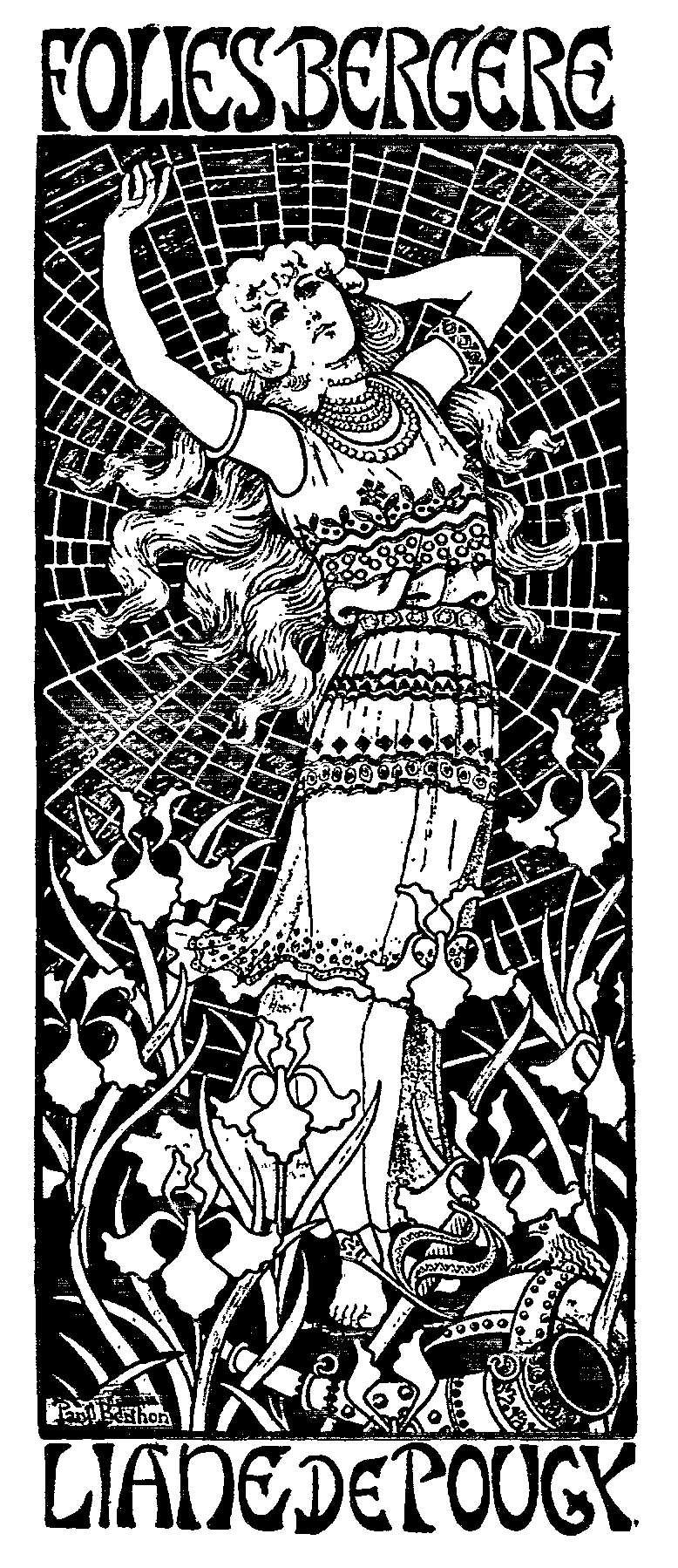
Liane de Pougy aux Folies Bergère (1896).
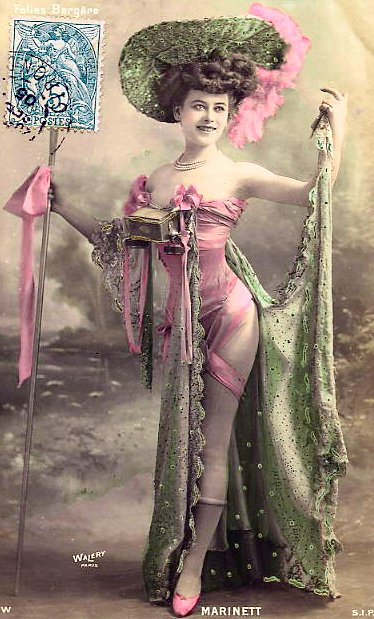
Danseuse (v. 1900).
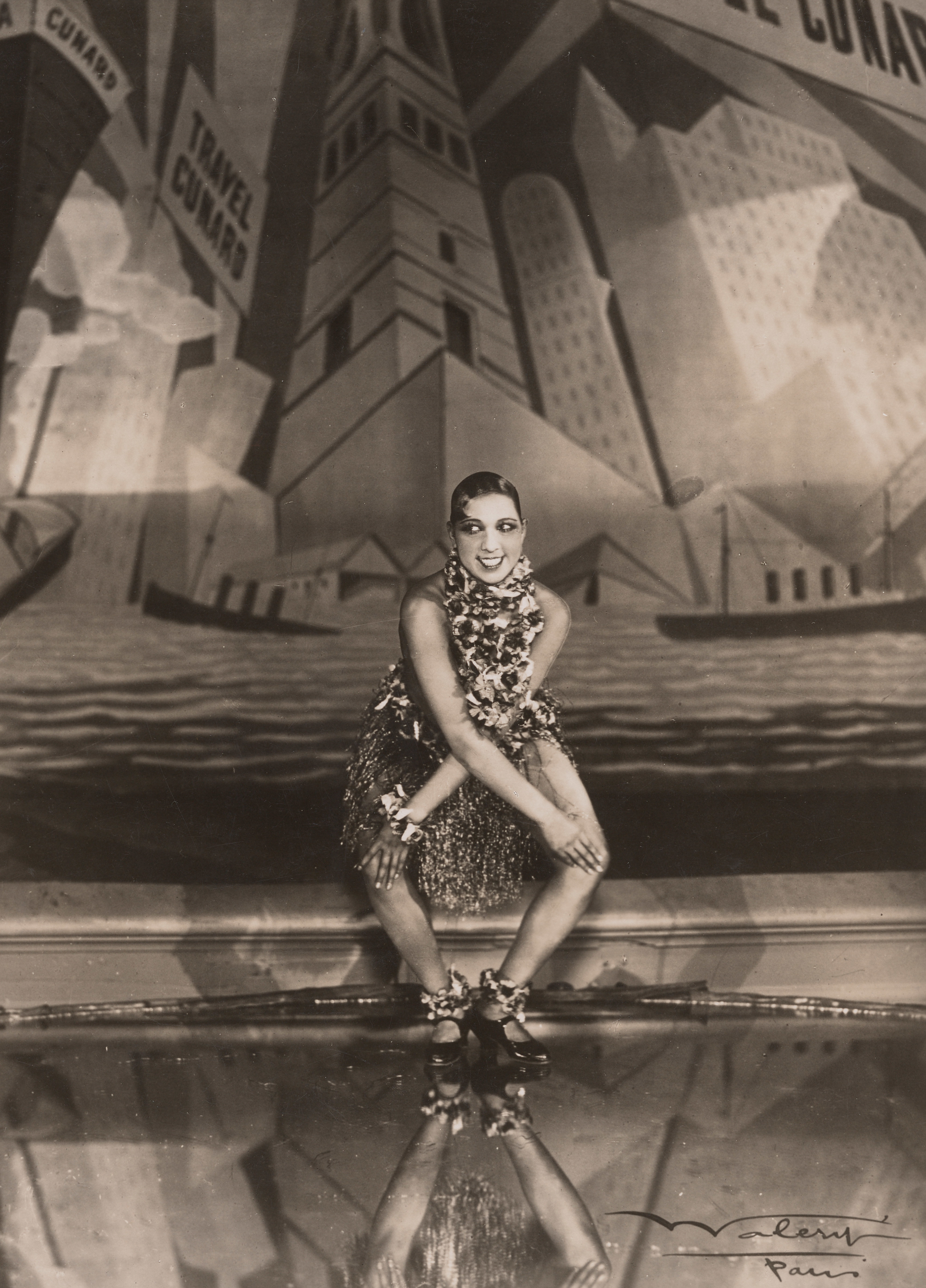
Joséphine Baker dansant le charleston à la Revue nègre (1926).
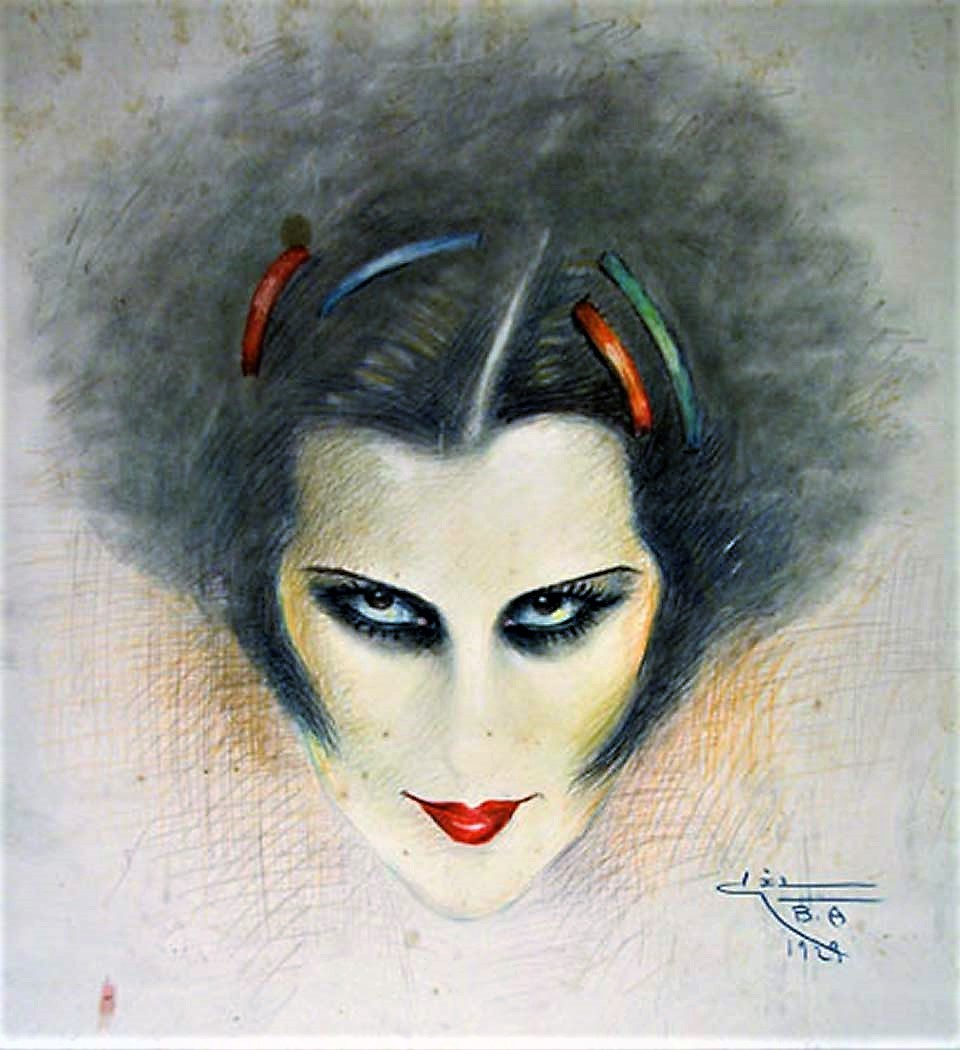
La danseuse et chorégraphe Carmen Tórtola Valencia.

## Revues (chronologie)
1922 - Folies sur Folies
1930 - De la folie pure
1935 - La folie d'amour
1955 - Ah! Quelle folie
1975 - J'aime à la Folie

## Situation et accès
La salle est située 32 rue Richer dans le 9e arrondissement. Le bâtiment est inscrit au titre des monuments historiques depuis le 7 novembre 1990.
Elle présente des comédies musicales, des spectacles de théâtre musical et des concerts de musiques actuelles.

## Filmographie
- 1927 : La Folie du jour de Joe Francis avec Joséphine Baker
- 1928 : Le Pompier des Folies Bergères avec Joséphine Baker
- 1936 : Folies Bergère de Marcel Achard et Roy Del Ruth avec Maurice Chevalier, Nathalie Paley, Fernand Ledoux
- 1938 : Le Ruisseau de Maurice Lehmann et Claude Autant-Lara (une scène s'y déroule)
- 1956 : Énigme aux Folies Bergère de Jean Mitry avec Dora Doll, Claude Godard
- 1957 : Folies-Bergère de Henri Decoin avec Eddie Constantine, Zizi Jeanmaire, Yves Robert, Pierre Mondy
- 1991 : La Totale de Claude Zidi avec Thierry Lhermitte
- 2014 : RIS police scientifique (série télévisée) d'Olivier Barma avec Jean-Marie Bigard (épisode 6, saison 9 : Le rat et la danseuse)

## Personnalités liées
- Andrée d'Alaza, dite Blondinette (1878), artiste de music-hall, chanteuse et danseuse des Folies Bergère.
- Carmen Tórtola Valencia (1882-1955), danseuse et chorégraphe espagnole, militante des droits des femmes en Espagne, s'y est produite en 1908 lors de sa tournée européenne[11].
- Le républicain Francesc Ferrer vivait en exil à proximité, au numéro 26 de la rue Richer : une plaque commémorative de la Ville de Paris lui rend hommage.
- La danseuse Jacqueline Schalley est élue « plus belle femme de France » en 1926.